# 쏙독새
쏙독새(영어: grey nightjar, 학명: Caprimulgus jotaka 카프리물구스 조타카[*])는 쏙독새목 쏙독새과의 새이다. 날개길이 20~22 cm, 꼬리길이 12~15 cm 정도이나 꼬리가 매우 길어서 78 cm나 되는 종류도 있다. 몸은 붉은색, 회색 또는 흑갈색을 띠며, 몸 윗면에는 선명한 얼룩무늬가 있고, 아랫면에는 가로무늬가 있다. 일부 종은 멱, 날개, 꼬리깃 끝부분에 흰 반점이 있다. 날개가 길고 끝이 뾰족하며 부리는 짧고 부리 주위에 강모(뻣뻣한 깃털)가 있는데, 이것은 날아다니면서 곤충을 잡을 때 사용한다.

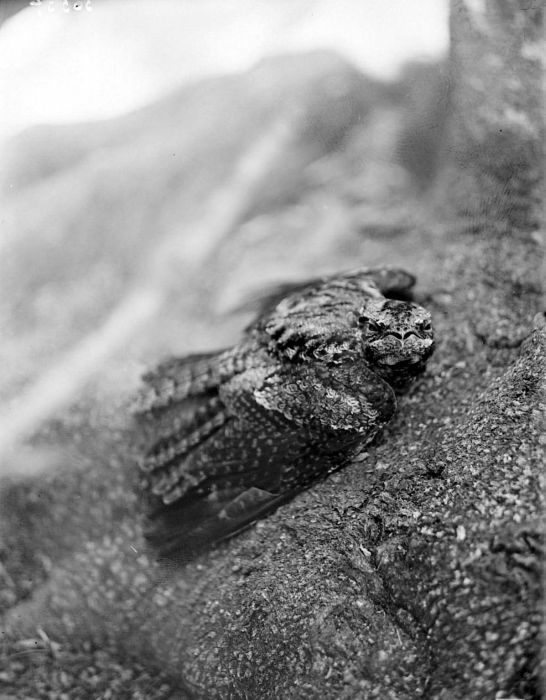
쏙독새의 의태.

한국 전역에 흔히 번식하는 여름새로 평지에서 높이 500~1,500 m의 낙엽활엽수림이나 침엽수림 또는 혼효림 등 산림과 관목이 산재하는 풀숲에서 서식한다. 그러나 번식기를 전후해서는 촌락의 지붕 위나 길 위 또는 바위산의 절벽 등 산지에서뿐만 아니라 도시와 공원 부근의 바위산에서도 울음소리를 들을 수 있다. 쏙독쏙독 하는 것과 비슷한 울음소리를 내기 때문에 바로 알 수 있다. 쏙독새는 침엽수의 가지와 표면과 비슷한 모습을 가지고 있기 때문에, 낮에는 어두운 숲속이나 우거진 나뭇가지에 의지해 가지와 같은 방향으로 가슴을 꼭 붙이고 있어 언뜻 보아서는 새인지 알아보지 못할 정도이다. 단독으로 생활할 때가 많으며 어두워질 무렵부터 초저녁과 이른 새벽에 활발히 활동하며 울어댄다. 알을 품는 동안에는 의상(擬傷) 행동을 하는데, 침엽수와 혼효림 내의 풀숲 공지에 둥지를 짓지 않고 그대로 산란한다. 산란기는 5~8월경이며 한배에 두 개의 알을 낳는다. 19일 정도 알을 품고 새끼를 돌보는 기간은 5일 정도이다. 먹이는 나방·딱정벌레·물맴이·벌·메뚜기 등의 곤충이다.